# Geschichte der Pharmazie (Zeitschrift)
Die Geschichte der Pharmazie ist laut ihrem Untertitel die Zeitschrift der Deutschen Gesellschaft für Geschichte der Pharmazie e. V. Das vierteljährlich im Deutschen Apotheker Verlag mit Sitz in Stuttgart seit 1949 herausgegebene Blatt trug bis 1968 den Hauptsachtitel Zur Geschichte der Pharmazie und enthielt bis 1998 auch den ergänzenden Zusatz „Mitteilungsblatt der Internationalen Gesellschaft für Geschichte der Pharmazie e. V.“
Das in den ersten drei Jahrgängen als Geschichtsbeilage für die Süddeutsche Apotheker-Zeitung fungierende Periodikum wurde von 1969 bis 1989 auch als Beiträge zur Geschichte der Pharmazie geführt.
Vorgängerin des Blattes war die von 1933 bis 1949 erschienene Zeitschrift Zur Geschichte der deutschen Apotheke, für die die Geschichte der Pharmazie einen Index herausgab.
Die Inhalte der einzelnen Jahrgänge Zur Geschichte der Pharmazie sind über den Publikationsserver der Technischen Universität Braunschweig öffentlich und kostenfrei zugänglich (siehe im Abschnitt Weblinks).